# 伊朗德闊伊特 (紐約州)
伊朗德闊伊特（英語：Irondequoit）是一個位於美國紐約州門羅縣的鎮。

## 人口
根據2020年美國人口普查的數據，伊朗德闊伊特的面積為43.60平方千米，當中陸地面積為38.90平方千米，而水域面積為4.70平方千米。當地共有人口51043人，而人口密度為每平方千米1,171人。